# Mezice
Mezice – wieś, część gminy Náklo, położona w kraju ołomunieckim, w powiecie Ołomuniec, w Czechach.